# Paul Durand-Ruel

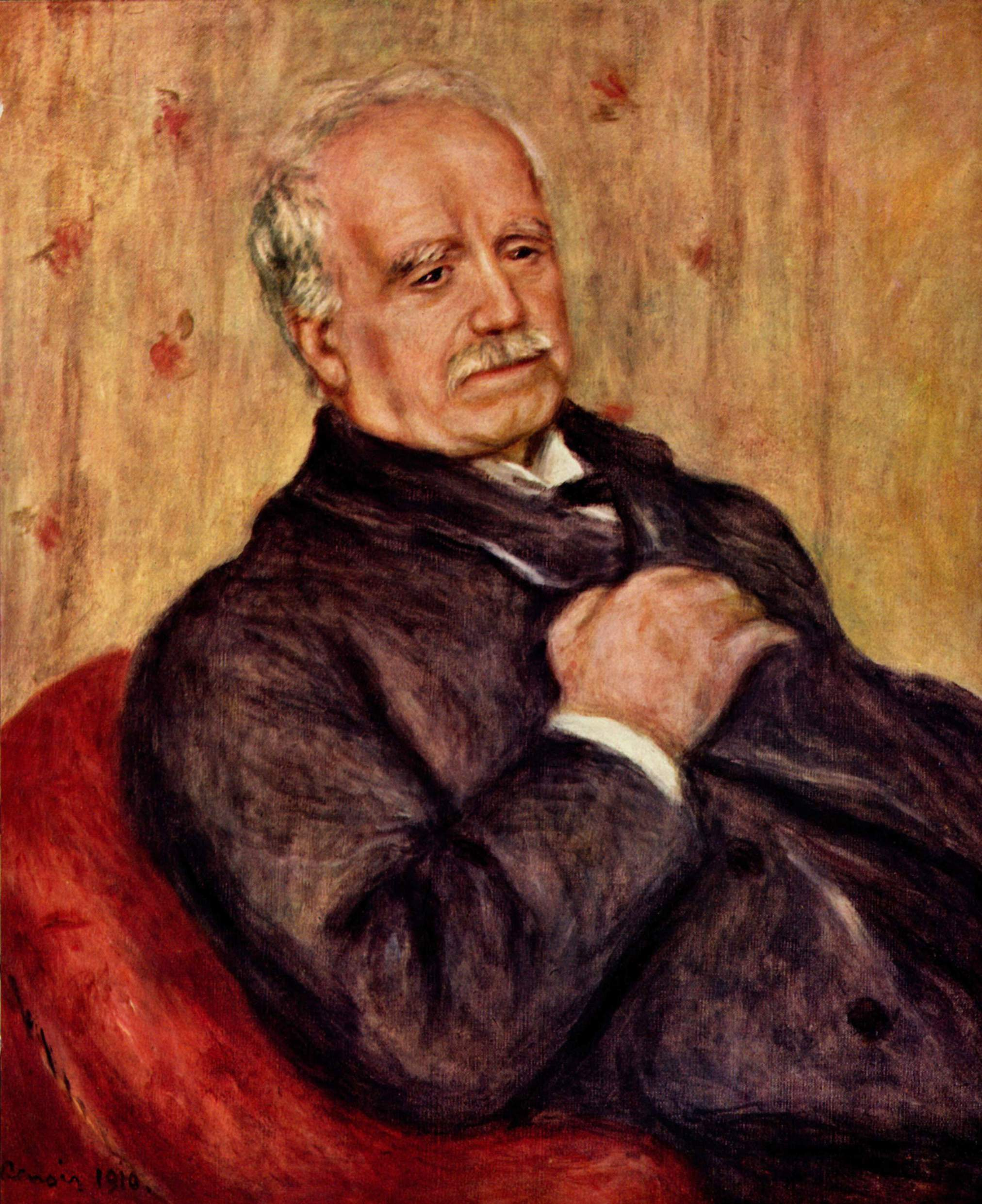
Paul Durand-Ruel in 1910 geschilderd door Pierre-Auguste Renoir

Paul Durand-Ruel (1831-1922) was een belangrijk Frans kunsthandelaar in de 19e eeuw.

## Leven
Durand-Ruels vader had een winkel met onder andere schildersbenodigdheden, waar later een kleine galerie bij kwam. Al op jonge leeftijd had Paul belangstelling voor schilderkunst en hij ontwikkelde een bijzondere interesse in eigentijdse kunst.
In 1859 opende hij een eigen galerie in de Rue Lafitte. Daar paste hij een nieuwe presentatievorm toe. Niet langer hingen de schilderijen dicht tegen elkaar aan, van plafond tot vloer ('Petersburgse methode'), maar elk werk kreeg ruimte op ooghoogte, waardoor het ook mogelijk werd de schilderijen beter te belichten.
Tijdens de Frans-Duitse Oorlog verhuisde hij naar Londen, waar hij probeerde voet aan de grond te krijgen in de kunstwereld. Hij ontmoette er Claude Monet en Camille Pissarro en kocht al hun schilderijen aan. In 1871 opende hij een galerie in Brussel, in de Peterseliestraat 4 in de galerie van de fotograaf Louis Ghémar.
In januari 1872 kocht hij werk aan van Édouard Manet, maar ondanks al zijn inspanningen en tentoonstellingen bleef het werk lange tijd onverkocht.
Het succes bleef uit, en bezoekers en critici reageerden spottend op de tentoongestelde werken. Niettemin durfde hij risico's te nemen. Hij was een van de eerste kunsthandelaars die 'zijn' artiesten voorzag van een geregeld inkomen door nieuw werk aan te kopen. Hij werd een belangrijk promotor van met name het werk van de impressionisten. Niettemin waren de betrekkingen tussen Durand-Ruel en deze schilders niet altijd even hartelijk. Zij klaagden veel en verkochten soms ook werk achter zijn rug om.
In 1884 ging Durand-Ruel bijna failliet. Via de bekende impressionist Mary Cassatt wist hij contacten te leggen in de Verenigde Staten. In 1886 organiseerde hij een succesvolle tentoonstelling van impressionistische werken in New York, en vervolgens opende hij er een galerie, samen met zijn twee zonen. De grote belangstelling voor de impressionisten onder een nieuwe klasse rijke Amerikaanse kunstverzamelaars redden hem van de ondergang. Heel veel impressionistische topwerken 'verdwenen' via zijn handel naar de nieuwe wereld.